# Pigs Pigs Pigs Pigs Pigs Pigs

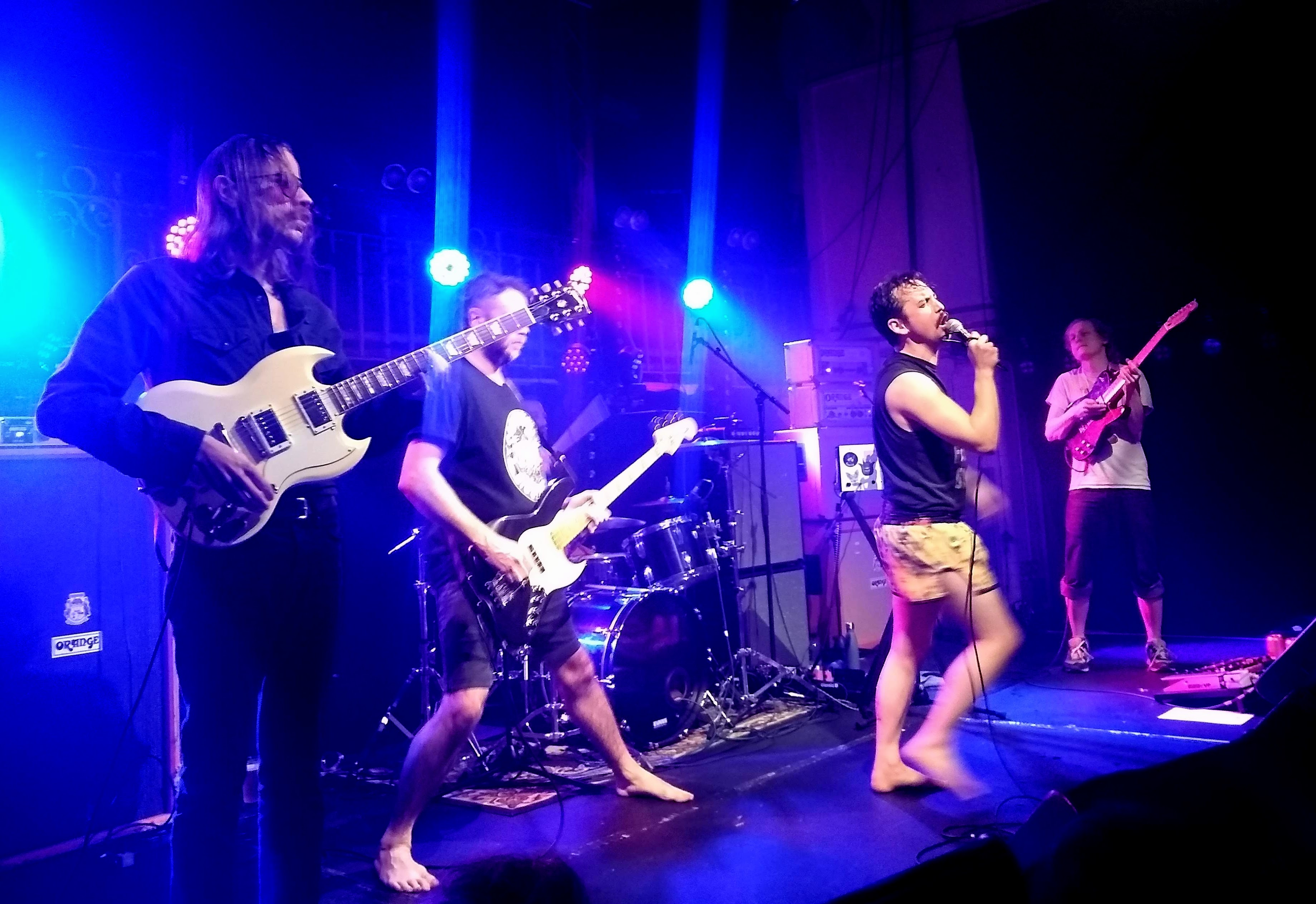
Một ban nhạc đang trình diễn thể loại nhạc tên dài vãi chưởng này

Pigs Pigs Pigs Pigs Pigs Pigs Pigs là một ban nhạc heavy rock ở Anh, những người tự mô tả mình là "tiếng ồn không nguyên bản thể xóa nhòa". Âm nhạc của ban nhạc có một duyên nợ đáng kể với Black Sabbath và được mô tả như Black Sabbath gặp Motorhead. Ban nhạc được thành lập vào năm 2012 gồm các thành viên của các ban nhạc Ommadon, Blown Out và Khünnt.

## Thành viên
Các thành viên của Pigs Pigs Pigs Pigs Pigs Pigs Pigs là giọng ca chính Matt Baty, các nghệ sĩ guitar Sam Grant và Adam Ian Sykes, John-Michael Hedley chơi bass và tay trống Ewan Mackenzie.

## Album
Album đầu tiên của ban nhạc là sự 'tách rời' với ban nhạc Glasgow, ban nhạc Cosmic Dead phát hành năm 2013, được gọi là "The Wizard and the Seven Swines". "Psychopomp" là bản phát hành năm 2014 của ban nhạc trên Box Records. "Feed the Rats" được phát hành vào năm 2017.